# Río Sorraya
El Sorraya (en portugués, Sorraia) es un río de Portugal, que es el afluente portugués del Tajo con la cuenca hidrográfica más amplia (7730 km²).
El río Sorraya nace en la freguesia de Couço, perteneciente al municipio de Coruche, en el distrito de Santarén, de la unión de los arroyos de Sor y de Raya, que también se funden en su nombre. Pasa por las ciudades de Coruche y Benavente y tras recorrer 155 km desemboca en el Tajo por la margen derecha en Ponta da Erva, junto a Alcochete, distrito de Setúbal. Fue navegable hasta principios del siglo XX, habiendo experimentado un importante tráfico fluvial que transportaba productos agrícolas y forestales, en concreto corcho, madera y cereales. Hasta 1870, el nombre oficial de este río era Amora.
Sus principales afluentes, además de los dos arroyos que le dan nacimiento, son los arroyos de Vala Erra, Divor y Barrosas y el río Almansor.
Las aguas del Sorraya, gracias a varias presas y al canal del mismo nombre alimentan un importante sistema de regadío, el Aprovechamiento Hidroagrícola del Valle del Sorraya, con una superficie de 16.351 hectáreas. En la segunda mitad del siglo XX, se puso en marcha el Plan de Riego del Valle de Sorraya, mediante la construcción de las presas Montargil y Maranhão, junto con el Canal del Sorraya, tenía como objetivo hacer un mejor uso de los recursos hídricos, para impulsar los ingresos agrícolas de la región, propósito que se logró.